# Svinsjön (Nyeds socken, Värmland)
Svinsjön är en sjö i Forshaga kommun och Karlstads kommun i Värmland och ingår i Göta älvs huvudavrinningsområde. Sjön har en area på 0,196 kvadratkilometer och ligger 104,1 meter över havet.

## Delavrinningsområde
Svinsjön ingår i det delavrinningsområde (660897-137619) som SMHI kallar för Utloppet av Blysjön. Medelhöjden är 91 meter över havet och ytan är 18,54 kvadratkilometer. Det finns ett avrinningsområde uppströms, och räknas det in blir den ackumulerade arean 33,22 kvadratkilometer. Tångån som avvattnar avrinningsområdet har biflödesordning 2, vilket innebär att vattnet flödar genom totalt 2 vattendrag innan det når havet efter 272 kilometer. Avrinningsområdet består mestadels av skog (61 procent), öppen mark (12 procent) och jordbruk (19 procent). Avrinningsområdet har 0,2 kvadratkilometer vattenytor vilket ger det en sjöprocent på 1,1 procent.